# Audita tremendi
Audita tremendi fu una bolla papale emessa da Papa Gregorio VIII il 29 ottobre 1187 per proclamare la Terza crociata.
Fu promulgata pochi giorni dopo la successione di Gregorio ad Urbano III sul seggio di Pietro, in risposta alla sconfitta del Regno di Gerusalemme alla battaglia di Ḥaṭṭīn il 4 luglio del 1187.
Gerusalemme era stata conquistata da Saladino il 2 ottobre (vedi Assedio di Gerusalemme), ma questa notizia non era ancora arrivata in Europa al momento della emissione della bolla.
Come altra bolle papali, Audita tremendi ha preso il suo nome dalle prime parole del suo testo, che non necessariamente devono avere un senso proprio.
La bolla inizia con la frase;
Il testo segue lo stesso schema della Quantum praedecessores, la bolla con la quale fu proclamata la Seconda crociata nel 1145.
Essa ha ad oggetto specificamente la caduta di Gerusalemme ed indica i peccati degli stati latini come la ragione di questa grande perdita, di conseguenza il popolo della cristianità latina deve pentirsi dei propri peccati;
quindi attraverso questa logica la bolla trae la conclusione che è a causa dei peccati dell'occidente che Gerusalemme è caduta, ed ora il popolo dell'occidente deve redimersi attraverso la partecipazione alla Crociata per riconquistare il regno.
La bolla offre una indulgenza plenaria e la protezione della chiesa per le proprietà di coloro che avrebbero intrapreso il viaggio.